# كورتي فرانكا
كورتي فرانكا هي مدينة وبلدية إيطالية في مقاطعة بريشيا، منطقة لومباردي، ويبلغ عدد سكانها 6267 نسمة.